# Det är vi ändå
"Det är vi ändå" är en sång som framfördes av BAO med Helen Sjöholm & Tommy Körberg på albumet BAO på turné 2006 samt släpptes på singel samma år. Den gick den 28 maj 2006 in på Svensktoppen och tog sig den 25 juni 2006 för första gången in på första plats. Melodin låg på Svensktoppen i sammanlagt 43 veckor; det sista besöket gjordes den 18 mars 2007, innan den lämnade listan.
2009 spelades låten in av Elisabeth Andreassen i duett med Sven Nordin på folkmusikalbumet Spellemann. Den 14 juli 2009 framförde Elisabeth Andreassen låten i en liveduett med Alexander Rybak i Allsång på Skansen.
Titeln och strofen kom till genom (ofrivillig) inspiration från en busringning av Kalle Sändare.